# Nazionale maschile di pallacanestro della Guinea
La nazionale di pallacanestro della Guinea è la rappresentativa cestistica della Guinea ed è posta sotto l'egida della Federazione cestistica della Guinea.

## Piazzamenti

### Campionati africani
- 1962 - 4°
- 1980 - 10°
- 1983 - 10°
- 1985 - 11°
- 2017 - 16°

- 2021 - 8°

### AfroCan
- 2019 - 12°

## Formazioni

### Campionati africani
Campionato africano maschile di pallacanestro 20174 Kone, 5 Sy, 6 Camara, 7 Youla, 8 Sylla, 9 Souare, 10 Mansaré, 11 I. Condé, 12 C. Condé, 13 Ntiallo, 14 D. Conde, 15 Diallo,        All. Ousmane Tafsir Camara
Campionato africano maschile di pallacanestro 20210 Mara, 1 Sylla, 2 Diaby, 5 Lesbarrères, 7 Sy, 10 Mansaré, 13 Keita, 14 D. Conde, 21 Doumbouya, 23 C. Condé, 24 Fofana, 35 Queta,        All. Željko Zečević
Template:Guinea maschile pallacanestro africano 2025

### AfroCan
FIBA AfroCan 20194 Bangoura, 5 B. Camara, 6 Thea, 7 Sidibé, 8 A. Camara, 9 Bah, 10 Mansaré, 11 Sylla, 12 Fofana, 13 Konate, 14 Keita, 15 Diallo,        All. Abdoulaye Diop

## Nazionali giovanili
- Nazionale Under-18
- Nazionale Under-16